# Isabella Müller-Reinhardt
Isabella Müller-Reinhardt (* 15. November 1974 in München) ist eine deutsche Fernsehmoderatorin und Sportreporterin.

## Leben und Karriere
Müller-Reinhardt wuchs in München und Madrid auf. Nach bestandenem Abitur machte sie ein Praktikum beim Lokalsender tv.München, dem sich ein Volontariat anschloss. Während dieser Zeit moderierte sie Subway, eine Talksendung in der Münchener U-Bahn. Nachdem der Frauensender tm3 1999 die Rechte an der UEFA Champions League erworben hatte, engagierte man Müller-Reinhardt für die Studiomoderation und als Reporterin während der Saison 1999/2000. Nach dem Weiterverkauf der Rechte an RTL und Premiere im Jahr 2000 moderierte Müller-Reinhardt für Sat.1 und DSF unterschiedliche Sportübertragungen wie die Olympischen Spiele, den Fußball-Hallenpokal oder die Eishockey-WM. Ab 2002 moderierte sie für RTL II die erste Staffel von X-Factor: Wahre Lügen, dem deutschen Spin-off der amerikanischen Mystery-Serie und auf 9Live gemeinsam mit Torsten Knippertz und Peer Kusmagk die Bundesliga-Sendung 90 Live.
Ab 2004 moderierte sie die bei 9Live produzierten nächtlichen Call-in-Gewinnspielsendungen für kabel eins und N24. Während der Bundesliga-Saison 2006/2007 war sie als Reporterin beim Pay-TV-Sender Arena tätig. Nach dem Ende von Arena wechselte Müller-Reinhardt zum Bayerischen Rundfunk. Im Rahmen einer Programmreform des Bayerischen Fernsehens moderierte sie ab dem 15. Oktober 2007 neben Waldemar Hartmann und Markus Othmer den Blickpunkt Sport. Im September 2010 wechselte sie zum Pay-TV Sky. Dort moderierte sie bis Ende 2010 im Rahmen von Samstag LIVE! die News. Nachdem sie dort von Esther Sedlaczek abgelöst worden war, führt sie vor allem Interviews mit Spanisch sprechenden Fußballspielern, die ebenfalls bei Samstag LIVE! ausgestrahlt werden. Sie moderiert zudem die für den britischen Privatsender ITV4 hergestellte Bundesligasendung „Bundesliga Football Highlights“ in englischer Sprache.
Im Jahr 2015 eröffnete sie zusammen mit Abir Alhaffar auf YouTube den Kanal Deutschland für Anfänger, wo sie Asylsuchenden Deutschland vorstellt.

## Moderatorentätigkeit
- 1996–1999: Subway, TV München
- 1999–2000: UEFA Champions League, tm3
- 2000: Moderation von Sportonline-Sendungen und Sendungen in den Programmen von Sat.1 und DSF
- 2001: Moderation und Interviews für Sport1
- 2002: 90 Live!, 9Live
- 2002: X-Factor, RTL II
- 2004–2011: 9Live-Fremdproduktionen wie das Late Night Quiz für N24 oder das Filmquiz für kabel eins
- 2006–2007: „Fieldreporterin“ beim Pay-TV-Sender Arena
- Oktober 2007–2010: Blickpunkt Sport, Bayerisches Fernsehen
- 2007–2010: ARD, Sportschau Extra
- 2010: News im Rahmen von Samstag LIVE! bei Sky
- seit 2012: Bundesliga Football Highlights auf ITV4 Independent Television